# 랜덤 플레이 댄스
랜덤 플레이 댄스(Random play dance), 또는 케이팝 랜덤 플레이 댄스(K-POP random play dance: KRPD)는 케이팝 팬덤이 즐기는 게임 유형이자 이를 여는 이벤트를 같이 부르는 이름이다.

## 유래
랜덤 플레이 댄스는 MBC M의 프로그램인〈주간 아이돌〉에서 출연진에게 자신의 곡들을 무작위 순서로 들려주고, 이것을 모두 정확하게 군무로 추는 프로그램 내 미션에서 비롯된 것으로 보인다. 실제 기록된 첫 용례도 2013년 6월 19일 ⟨주간 아이돌⟩ 100회 때인 것으로 기록된다. 한편 2010년대 후반부터는 인스타그램 등의 숏폼 동영상이 강화되면서 짧은 시간 내에 춤을 추는 댄스 챌린지가 생겨난 점도 랜덤플레이댄스에 영향을 준 것으로 보인다.

## 연행
랜덤 플레이 댄스는 주로 어떤 지역의 케이팝 동호 단체나 댄스 크루, 한류 이벤트의 주최자들에 의해 일정이 공지된다. 약속된 시간이 되면, 참가자과 관심자들이 빈 공간을 ‘무대’로 만들고, 해당 공간을 둘러싸고 선 상태에서 주최측에서 만든 ‘랜덤 플레이리스트’를 트는 것으로 시작된다. 5초 후 한 곡의 ‘댄스 하이라이트’가 들리면, 그 곡의 안무를 아는 사람들이 무대로 나아와 춤을 춘다. 노래가 끝나는 즉시 다시 5초의 ‘카운트다운’ 시간이 주어지고, 춤을 춘 사람들은 무대 밖 원래 위치로 이동해 무대를 빠르게 비운다. 행사 진행 시간은 30분에서 3시간까지 다양하다.
대부분의 경우 최신곡을 중심으로 연행되지만, 2-3세대 아이돌 노래나 개최 국가의 노래가 섞이는 경우도 있다. 특히 특정 주제를 잡고 이벤트가 진행되거나, 특정 그룹만을 대상으로 이벤트를 진행하기도 한다.
최근에는 랜덤플레이댄스 이벤트를 개최하는 유튜버도 생겨나고 있다. 다만 대한민국에서는 KBS나 지자체, 회사 등에 의해 축제 등의 장소에서 주로 이벤트가 열리고 있다. 또한 각국 대한민국 대사관과 문화원이 문화축제 이벤트로서 개최하기도 한다.

## 효과
랜덤플레이댄스에서 참가자들은 자발적인 전략과 참여를 통한 안무 습득 과정을 통해 몸에 새긴 춤을 즉각적으로 실천하여 아이돌 가수와 수평적 동일시를 이뤄내고, 자기만족과 함께 다른 연행자들과 함께 연대감을 형성한다. 또한 KRPD의 즉흥적이며, ‘탈중심적이고 비권위적인’ 연행방식은 케이팝산업과 도시의 생산적이자 상징적인 공간배치를 ‘모방적 표현’을 통해 밀렵하고 재전유하는 동시에 구성원의 상호지지와 격려를 부여하는 하위문화적 역할을 수행한다고 지적한다.
그러나 행사의 참가 자격이 복잡하고 어려운 많은 케이팝 안무를 익힌 사람들에게 주어져 신규 참가자 대신 장시간 케이팝 댄스를 연마한 사람에게만 효용성이 있다. 따라서 초심자나 케이팝 확산이 느린 국가에서는 이벤트의 선호도가 크지 못하다는 한계가 지적된다. 또한 최근 이벤트가 오히려 주류문화와의 협상을 통해 기업이나 국가의 홍보도구로 전유된다는 지적 또한 있다.

## 주
1. ↑  김주희 2024, 22쪽.
2. ↑  김수빈 등. 2024, 686쪽.
3. ↑  Oh 2020.
4. 1 2 3  Yates-Lu 2022.
5. 1 2  이오현 2021, 146쪽.
6. 1 2  Domínguez 2024, 172쪽.
7. 1 2 3 4  Koeltzsch 2023.
8. ↑  김주희 2024, 22-23쪽.
9. ↑  서다빈 (2024년 7월 14일). “［인플루언서 프리즘］ "길바닥이 곧 무대다"…K팝 랜덤 플레이 댄스 콘텐츠 인기”. 《더팩트》. 2023년 3월 26일에 확인함.
10. ↑  문창호 (2024년 6월 13일). “‘2024 K팝 커버댄스 페스티벌 인 호주’ 기념 랜덤 댄스 플레이 ［포토］”. 《서울신문》. 2025년 3월 27일에 확인함.
11. ↑  김주희 2024, 23-25쪽.
12. ↑  이오현 2021, 148쪽.
13. ↑  이오현 2021, 154-157쪽.
14. ↑  Pragacz & Kiryluk 2024.
15. ↑  Domínguez 2024, 176쪽.

## 참고문헌
- 김수빈; 박지혜; 이민영; 문서연; 이경미 (2024). “AI 기반 실시간 온라인 랜덤 플레이 댄스 플랫폼 개발”. 《디지털콘텐츠학회논문지》 25 (3): 685-693. doi:10.9728/dcs.2024.25.3.685.
- 김주희 (2024). “보통을 관통하는 춤 - 랜덤 플레이 댄스를 통해 본 춤의 대중화 -”. 《무용예술학연구》 97 (4): 17-34. doi:10.16877/kjds.97.4.202412.17.
- 이오현 (2021). “케이팝(K-pop)의 해외수용 문화가 지닌 문화정치적 함의에 대한 연구 : K-pop Random Play Dance를 중심으로”. 《한국언론학보》 65 (5): 127-170. doi:10.20879/kjjcs.2021.65.5.004.
- Domínguez, Lorena Varela (2024년 2월 15일). “K-pop dance covers: Reclamando las calles desde la subcultura del k-pop en España”. 《Historia Actual Online》 63 (1): 165-180. doi:10.36132/kfmsn194.
- Koeltzsch, Grit Kirstin (2023). “Bodily Articulation through K-pop in Latin America. Audiovisual Narratives, Aesthetics, and Creative Reproduction”. 《Youth and Globalization》 (Brill) 4 (2): 195-221. doi:10.1163/25895745-0402001.
- Oh오, Chuyun주연 (2020). “From Seoul to Copenhagen: Migrating K-Pop Cover Dance and Performing Diasporic Youth in Social Media”. 《Dance Research Journal》 (Cambridge University Press) 52 (1): 20–32. doi:10.1017/S0149767720000030.
- Pragacz, Kamila; Kiryluk, Halina (2024). “Preferencje uczestników eventów związanych ze zjawiskiem hallyu w Polsce”. 《Akademia Zarządzania》 8 (4): 322-343.
- Yates-Lu, Anna (2022). “Hallyu Through the Grassroots: Experiences of Kugak in Europe and Beyond”. 《The World of Music》 11 (1): 133–156.